# 奉天 (菓子)
奉天（ほうてん）は、駄菓子の一種。

## 概要
かりんとうに分類される揚菓子。梅鉢（うめばち）、白樺とも呼ばれる。短い棒状が本来の形もしくは総称だが、更にひと口サイズにまで切られての形態も多く、その場合特に切奉天、輪切奉天ともいう。
断面の模様が梅鉢紋に似ており、天神（菅原道真）を祀る神社への奉納菓子としての歴史をもち、天神へ奉納する意から「奉天」の呼称が生じたとされる。
基本的な製法は、大豆ほどの大きさに丸めて植物油で揚げたかりんとう種を、練った水飴で包み込み、棒状に細く伸ばして切断する。かりんとう種を小さくして、奉天自体も小さく作ることができ、包み込む飴に色付けや味付けを施したものもある。